# Parastacilla bakeri
Parastacilla bakeri là một loài chân đều trong họ Arcturidae. Loài này được Hale miêu tả khoa học năm 1924.